# Cryptanthus latifolius
Cryptanthus latifolius är en gräsväxtart som beskrevs av Elton Martinez Carvalho Leme. Cryptanthus latifolius ingår i släktet Cryptanthus, och familjen Bromeliaceae. Inga underarter finns listade i Catalogue of Life.